# 中英聯絡處舊址
中英聯絡處舊址，原為天主教真原堂，位於重慶市渝中區五四路與臨江支路交接處（蹇家橋）。由川東宗座代牧區（今重慶總教區）主教府於道光二十四年（1844年）建立，作為川東教會的主教座堂。
2009年12月15日列為第二批重慶市文物保護單位。2013年3月5日列為第七批全國重點文物保護單位。